# 天主教孔多阿教區
天主教孔多阿教區 （拉丁語：Dioecesis Kondoaënsis）是坦桑尼亞一個羅馬天主教教區，屬多多馬總教區。
成立於2011年3月12日。2014年11月6日前屬達累斯薩拉姆總教區。
教區範圍包括多多馬區孔多阿縣，2011年有教友46,067人（佔轄區總人口8.5%）、九個堂區、十七名司鐸。現任教區主教為伯爾納定·姆豐布沙。